# Estación Quetrequén
Quetrequén es una estación ferroviaria ubicada en la localidad de Quetrequén, en el Departamento Rancul, Provincia de La Pampa, Argentina.

## Ubicación
Se encuentra en el km 597,2 km desde la Estación Once.

## Servicios
No presta servicios de pasajeros. Sus vías están concesionadas a la empresa de cargas Ferroexpreso Pampeano